# 二(三乙烯二胺)四碘化四铜
二(三乙烯二胺)四碘化四铜是一种金属有机框架材料，化学式为Cu4I4(DABCO)2，其中DABCO为三乙烯二胺。
它可由乙酸铜、高碘酸、高氯酸钠、碳酸氢钠和DABCO在乙醇中于180 °C进行溶剂热反应制得；它也可由碘化亚铜、碘化钾和DABCO反应制得，在水中的反应得到I型化合物，在乙腈中的反应得到II型化合物。在室温时，它在350 nm的光照射时，会发出黄光。它可以催化C-C键或C-N键偶联的反应。